# 10 jaar Bassie & Adriaan
10 jaar Bassie & Adriaan is een speciale videoband van de televisieserie Bassie en Adriaan uit 1987. In eerste instantie was deze alleen te huur. Vanaf 1990 werd de speciale band in een heruitgave ook verkocht. Op 19 april 2017 werd de film op het YouTube-kanaal van het duo geplaatst.

## Achtergrond
De film bestaat voornamelijk uit een compilatie van verschillende dromen van Clown Bassie (dat ga ik eens aan binnenkant van mijn ogen bekijken) uit de televisieseries Het geheim van de sleutel (1978-1979) en De diamant (1979-1980). In de oorspronkelijke VHS-uitgave van deze series ontbraken deze scenes, aangezien de series eind jaren tachtig ingekort op speelfilmlengte van anderhalf uur werden uitgebracht. 
De drie shorties van Leren & Lachen met Bassie & Adriaan (1984-1986) ontbraken als enige uit de reeks op de videobanden Op stap met Bassie en Adriaan (1986) en Op bezoek bij Bassie en Adriaan (1987). Hierdoor bestond 10 jaar Bassie & Adriaan bij het uitbrengen in 1987, met de dromen en shorties, uit materiaal dat niet eerder gepubliceerd was op VHS voor de kijkers door CNR Video.
Voor deze film zijn speciale aan- en afkondigen in het caravan-decor opgenomen, net zoals bij de compilaties Feest met Bassie & Adriaan (1992) en De leukste liedjes van Bassie & Adriaan (1993).
In 1997 en 2000 verscheen een herziende uitgave van 35 minuten onder de titel De dromen van Bassie & Adriaan.

## Fragmenten
- Bassie en Adriaan als musketiers
- Bassie als buikspreker
- Het liedje Het circus is weer in de stad
- Bassie als leeuwentemmer
- Bassie en Adriaan bij de indianen
- Het liedje Wij zijn reuzen
- Bassie en Adriaan als piloten
- Bassie en Adriaan als straatacrobaten
- Bassie en Adriaan in Het Wilde Westen
- De shortie Viva Espagne
- Bassie als goochelaar
- De shortie Bassie schiet een bok
- Het liedje Hondenkoor
- Bassie en zijn spiegelbeeld
- De shortie Bassie gaat kamperen
- Bassie en Adriaan als Starsky & Hutch

## Trivia
In de aankondiging van de droom Bassie als goochelaar hebben Bassie en Adriaan het over Hans Kazàn van de Blufshow. Zelf waren zij drie keer te gast in dit programma tussen 1984 en 1986.